# Sarcographa oculata
Sarcographa oculata är en lavart som beskrevs av Müll. Arg. Sarcographa oculata ingår i släktet Sarcographa och familjen Graphidaceae.   Inga underarter finns listade i Catalogue of Life.